# Amolops bellulus
Amolops bellulus (лат., рус. каскадница красивая) — вид земноводных семейства настоящих лягушек (лат. Ranidae).

## Описание
Тело и верхняя часть головы бежевые с зелёными и коричневыми пятнами. Задняя часть тела и бока́ от голубовато-зелёного до оливково-зелёного цвета. Горло и живот слегка желтоватые с серовато-коричневатым оттенком на горле и передней части грудной клетки. Бела полоса простирается вдоль челюсти и тянется от челюсти к плечу. Чёрная полоса идёт от вершины рыла, становясь серой в подмышечной области. Конечности бурые сверху с оливково-зелёными пятнами. В верхней части радужной оболочки глаза жёлтые с некоторыми коричневыми пятнами, в то время как нижняя часть тёмно-коричневая. На передних конечностях и голенях есть чёрные пятна. Все пальцы, кроме четвёртого, полностью перепончатые. Длина до 50,1 мм у самцов и до 63,6 мм у самок. У самцов хорошо развиты брачные мозоли. Вокальный мешок отсутствует. Головастики коричневые с тёмными пятнами.

## Образ жизни и распространение
Встречается в Китая в горах провинции Юньнань на высоте свыше 1,5 км. Живёт в горных ручьях на западном склоне гор. Днём скрывается под водой.